# Oliveira de Azeméis
Oliveira de Azeméis ist eine Stadt (Cidade) und ein Kreis (Concelho) in Portugal mit 12.164 Einwohnern (Stand 30. Juni 2011).

## Geschichte
Die Römerstraßen von Olissipo (Lissabon) nach Bracara Oppidum Augusta (Braga) und die von Conimbriga nach Porto kreuzten sich hier. Funde belegen zudem eine Besiedelung vom 7. bis ins 10. Jahrhundert durch arabische Berber und Mozaraber.
Erstmals offiziell erwähnt wurde der heutige Ort 922 als Villa Olivaria.
Seit 1799 ist Oliveira de Azeméis ein eigenständiger Kreis.
Die vormalige Vila (Kleinstadt) wurde im Jahr 1984 zur Cidade (Stadt) erhoben. Seit 2008 wird sie als Teil der erweiterten Metropolregion von Porto geführt.

## Kultur und Sehenswürdigkeiten

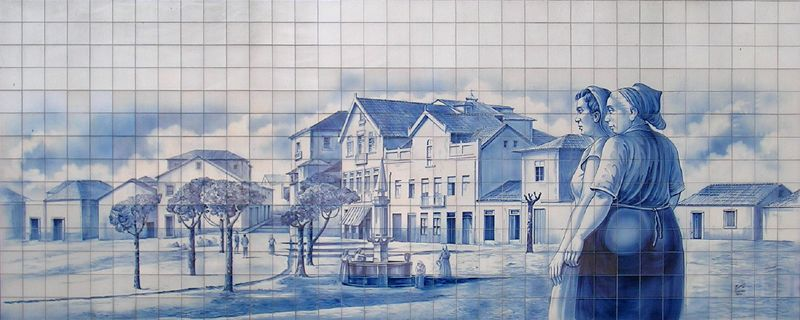
Fliesenbild mit einer Darstellung des zentralen Stadtplatzes „José da Costa“ um 1900
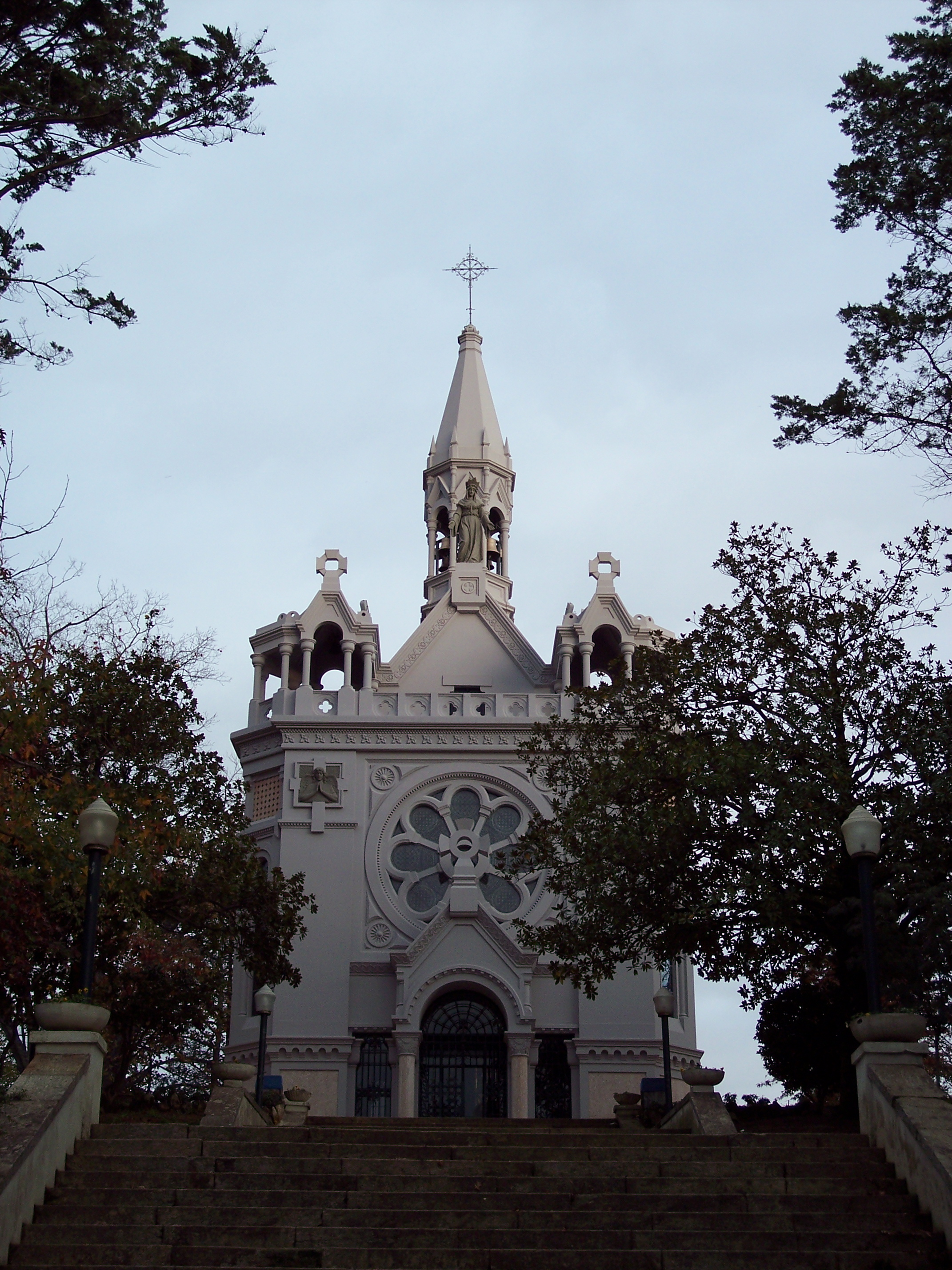
Die Wallfahrtskirche Santuário La Salette
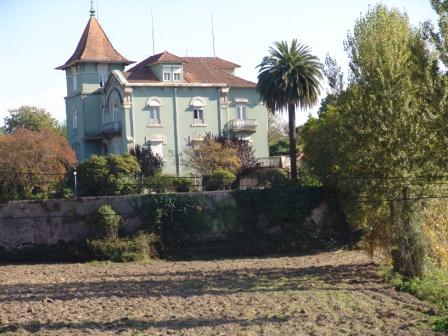
Das Herrenhaus Quinta Verde

Unter den Baudenkmälern der Stadt ist die im 18. Jahrhundert errichtete, auf eine Kapelle aus dem 16. Jahrhundert zurückgehende Hauptkirche Igreja Matriz de Oliveira de Azeméis (auch Igreja de São Miguel) zu nennen. Die manieristische Kirche ist am Eingangsportal mit Azulejos ausgekleidet und birgt u. a. barocke Altarretabel, eine Orgel aus dem 18. Jahrhundert und manieristische Seitenaltäre aus vergoldetem Holz (Talha dourada). Die Wallfahrtskirche Santuário de Nossa Senhora de la Salette wurde nach 1870 errichtet. Nach einer langen Dürre unternahm die Bevölkerung erstmals eine Prozession auf den Hügel, auf dem anschließend die heutige Kapelle errichtet wurde. Sie ist umgeben von einem Park, in dem sich u. a. ein Brunnen aus dem 7. Jahrhundert findet.
Auch der historische Ortskern der Stadt steht als Ganzes unter Denkmalschutz, ebenso eine Reihe von Herrenhäusern von meist in Brasilien zu Reichtum gekommener Auswanderern.
Unter den Museen der Stadt ist die Casa-Museu Ferreira de Castro, das Geburtshaus des Schriftstellers Ferreira de Castro, das sich dessen Leben und Werk widmet, und zusätzlich einen Bereich als lokales Heimatmuseum unterhält. Weitere Museen sind das Museu Regional de Cucujães, das Mühlen- und Brotmuseum Núcleo Museológico do Moinho e do Pão und das Glasmuseum Berço Vidreiro von La Salette.
Verschiedene Wanderwege führen durch den Kreis, so der Jakobsweg Caminho Português, und ausgeschilderte thematische Wanderwege, etwa entlang der Wassermühlen oder den in der umliegenden Natur verstreuten traditionellen Espigueiro-Getreidespeichern (Percurso dos Espigueiros).
Seit 1997 wird alljährlich Ende Mai der Mercado à Moda Antiga (dt.: Markt nach alter Art) ausgerichtet, eine Mittelaltermarkt-ähnliche Veranstaltung zur lokalen Geschichte und Gastronomie. Parallel findet dazu die Feira do Pão (dt.: Brotmesse) statt, auf der lokales Kunsthandwerk, Volkstanz, Folklore u. a. gezeigt werden.
Im früheren Kino Cine-Teatro Caracas werden Theaterstücke aufgeführt und Konzerte veranstaltet, 2012 beispielsweise ein Fado-Abend und ein Popkonzert mit Pedro Abrunhosa.

## Sport
UD Oliveirense ist der wichtigste Sportverein im Kreis. Er ist für seine Rollhockey- und Basketball-Abteilungen und ihre internationalen und nationalen Erfolge bekannt. Seine Fußballmannschaft ist ein ebenso bekannter Name im Fußball Portugals, sie spielte zuletzt in der zweiten Profi-Liga (Segunda Liga). Unter den weiteren Sportvereinen des Kreises ist der FC Cesarense aus der Gemeinde Cesar zu nennen.
2003 war die Stadt Austragungsort der Rollhockey-Weltmeisterschaft, die Rekordweltmeister Portugal für sich entschied. Für das Turnier wurde hier in nur 35 Tagen Bauzeit die größte Rollhockey-Anlage (Stick) der Welt errichtet, die Sporthalle Pavilhão Salvador Machado. Sie liegt im Sport- und Bildungspark Zona Educacional e Desportiva, wo sich auch die 2009 eröffneten Schwimmanlagen befinden, die für internationale Wettkämpfe ausgerichtet sind.
Seit 2011 veranstaltet die Stadt mit dem XCO Cup Oliveira de Azeméis ein Radrennen der UCI Europe Tour, das jedoch nicht in der höchsten Kategorie geführt wird. Im Mai 2012 ist Oliveira de Azeméis zudem die vierte Etappe des landesweiten Mountainbike-Langstreckenpokals (Taça de Portugal de Maratonas BTT).

## Wirtschaft
In Oliveira de Azeméis sind eine Reihe von Industriebetrieben ansässig, vor allem Schuhfabriken, Metallverarbeitung, Kunststoffverarbeitung, Zulieferbetriebe der Autoindustrie, Textilindustrie, Matratzen- und Glashersteller. Auch Nahrungsmittelindustrie ist hier zu finden, insbesondere Betriebe der Milchwirtschaft und der Reisverarbeitung. Zu den bekanntesten Unternehmen zählt der Haushaltsgerätehersteller Flama.
Neben der Industrie sind auch Landwirtschaft, Verwaltung und Handel von Bedeutung. Es wird im Kreis vor allem Mais, Reis und Getreide angebaut, dazu Gemüse und anderes. Dazu wird Viehwirtschaft betrieben, und auch Fremdenverkehr spielt eine Rolle, wenn auch untergeordnet.

## Verwaltung

### Kreis
Oliveira de Azeméis ist Sitz eines gleichnamigen Kreises. Die Nachbarkreise sind (im Uhrzeigersinn im Norden beginnend): São João da Madeira, Santa Maria da Feira, Vale de Cambra, Sever do Vouga, Albergaria-a-Velha, Estarreja sowie Ovar.
Mit der Gebietsreform im September 2013 wurden mehrere Gemeinden zu neuen Gemeinden zusammengefasst, sodass sich die Zahl der Gemeinden von zuvor 19 auf zwölf verringerte.
Die folgenden Gemeinden (Freguesias) liegen im Kreis Oliveira de Azeméis:

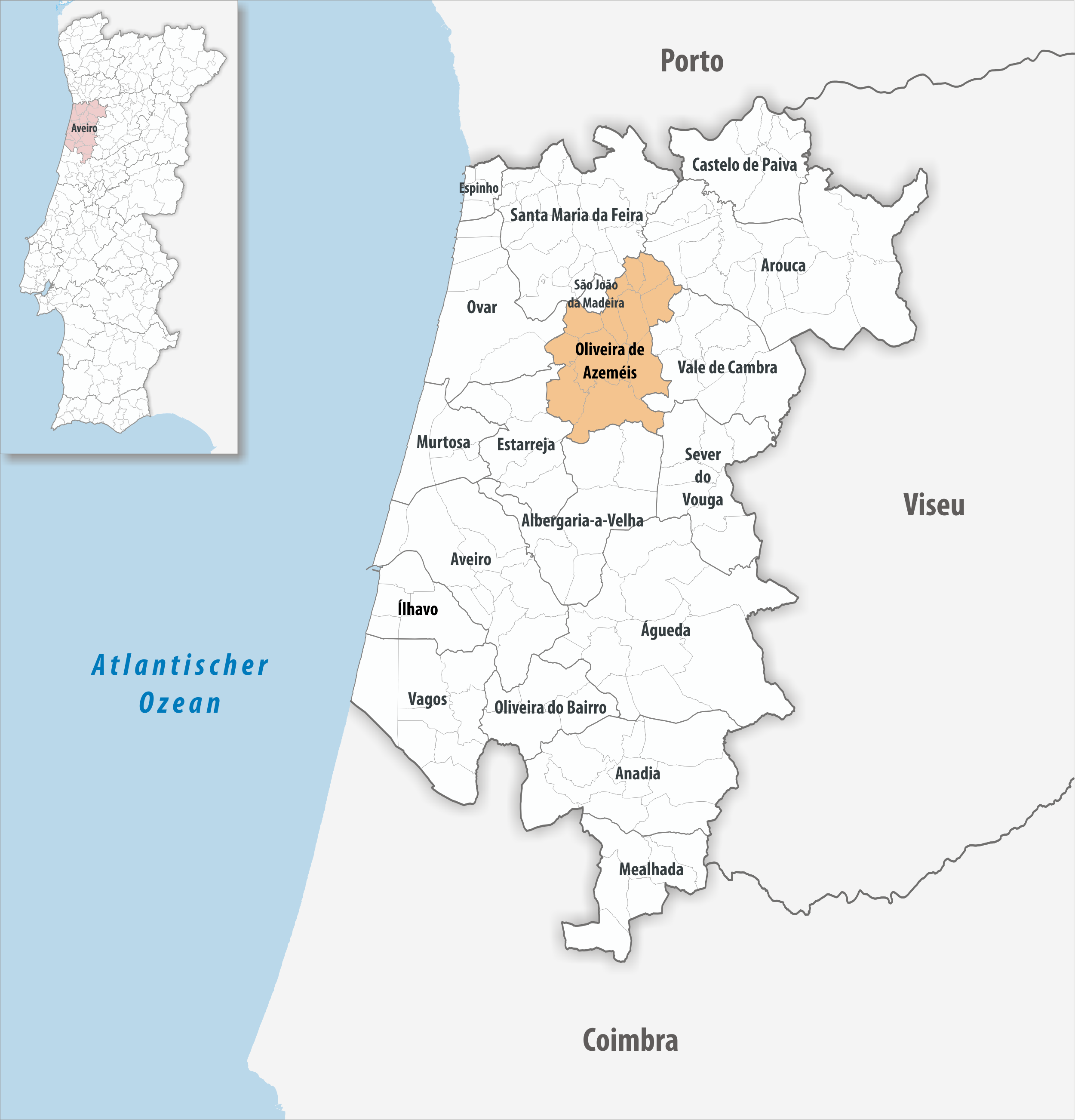
Kreis Oliveira de Azeméis

| Gemeinde                                                                  | Einwohner (2021) | Fläche km² | Dichte Einw./km² | LAU- Code |
| ------------------------------------------------------------------------- | ---------------- | ---------- | ---------------- | --------- |
| Carregosa                                                                 | 3.466            | 11,82      | 293              | 011301    |
| Cesar                                                                     | 3.072            | 5,43       | 566              | 011302    |
| Fajões                                                                    | 2.896            | 8,12       | 357              | 011303    |
| Loureiro                                                                  | 3.638            | 17,13      | 212              | 011304    |
| Macieira de Sarnes                                                        | 1.856            | 3,87       | 480              | 011305    |
| Nogueira do Cravo e Pindelo                                               | 5.090            | 12,54      | 406              | 011320    |
| Oliveira de Azeméis, Santiago de Riba-Ul, Ul, Macinhata da Seixa e Madail | 20.665           | 25,94      | 797              | 011321    |
| Ossela                                                                    | 1.918            | 17,89      | 107              | 011310    |
| Pinheiro da Bemposta, Travanca e Palmaz                                   | 6.735            | 32,76      | 206              | 011322    |
| São Martinho da Gândara                                                   | 1.854            | 8,13       | 228              | 011315    |
| São Roque                                                                 | 5.023            | 7,05       | 712              | 011318    |
| Vila de Cucujães                                                          | 9.962            | 10,42      | 956              | 011319    |
| Kreis Oliveira de Azeméis                                                 | 66.175           | 161,39     | 410              | 0113      |

### Bevölkerungsentwicklung
| Einwohnerzahl im Kreis Oliveira de Azeméis (1801–2011) | Einwohnerzahl im Kreis Oliveira de Azeméis (1801–2011) | Einwohnerzahl im Kreis Oliveira de Azeméis (1801–2011) | Einwohnerzahl im Kreis Oliveira de Azeméis (1801–2011) | Einwohnerzahl im Kreis Oliveira de Azeméis (1801–2011) | Einwohnerzahl im Kreis Oliveira de Azeméis (1801–2011) | Einwohnerzahl im Kreis Oliveira de Azeméis (1801–2011) | Einwohnerzahl im Kreis Oliveira de Azeméis (1801–2011) | Einwohnerzahl im Kreis Oliveira de Azeméis (1801–2011) |
| ------------------------------------------------------ | ------------------------------------------------------ | ------------------------------------------------------ | ------------------------------------------------------ | ------------------------------------------------------ | ------------------------------------------------------ | ------------------------------------------------------ | ------------------------------------------------------ | ------------------------------------------------------ |
| 1801                                                   | 1849                                                   | 1900                                                   | 1930                                                   | 1960                                                   | 1981                                                   | 1991                                                   | 2001                                                   | 2011                                                   |
| 16.943                                                 | 16.899                                                 | 29.506                                                 | 33.072                                                 | 46.263                                                 | 62.821                                                 | 66.846                                                 | 70.721                                                 | 68.611                                                 |

### Kommunaler Feiertag
- Montag nach dem zweiten Augustsonntag

## Verkehr

### Schiene
Oliveira de Azeméis liegt an der Eisenbahnlinie Linha do Vouga.

### Straße
Der Ort hat einen eigenen Anschluss an die Autobahn A32 und ist 11 km über die Nationalstraße N224 vom Anschlusspunkt Estarreja der A1 entfernt.

### Nahverkehr
Der öffentliche Personennahverkehr wird durch Buslinien der städtischen Transportes Urbanos de Azeméis (TUAZ) sichergestellt, die in Zusammenarbeit mit der privaten Transdev betrieben werden.

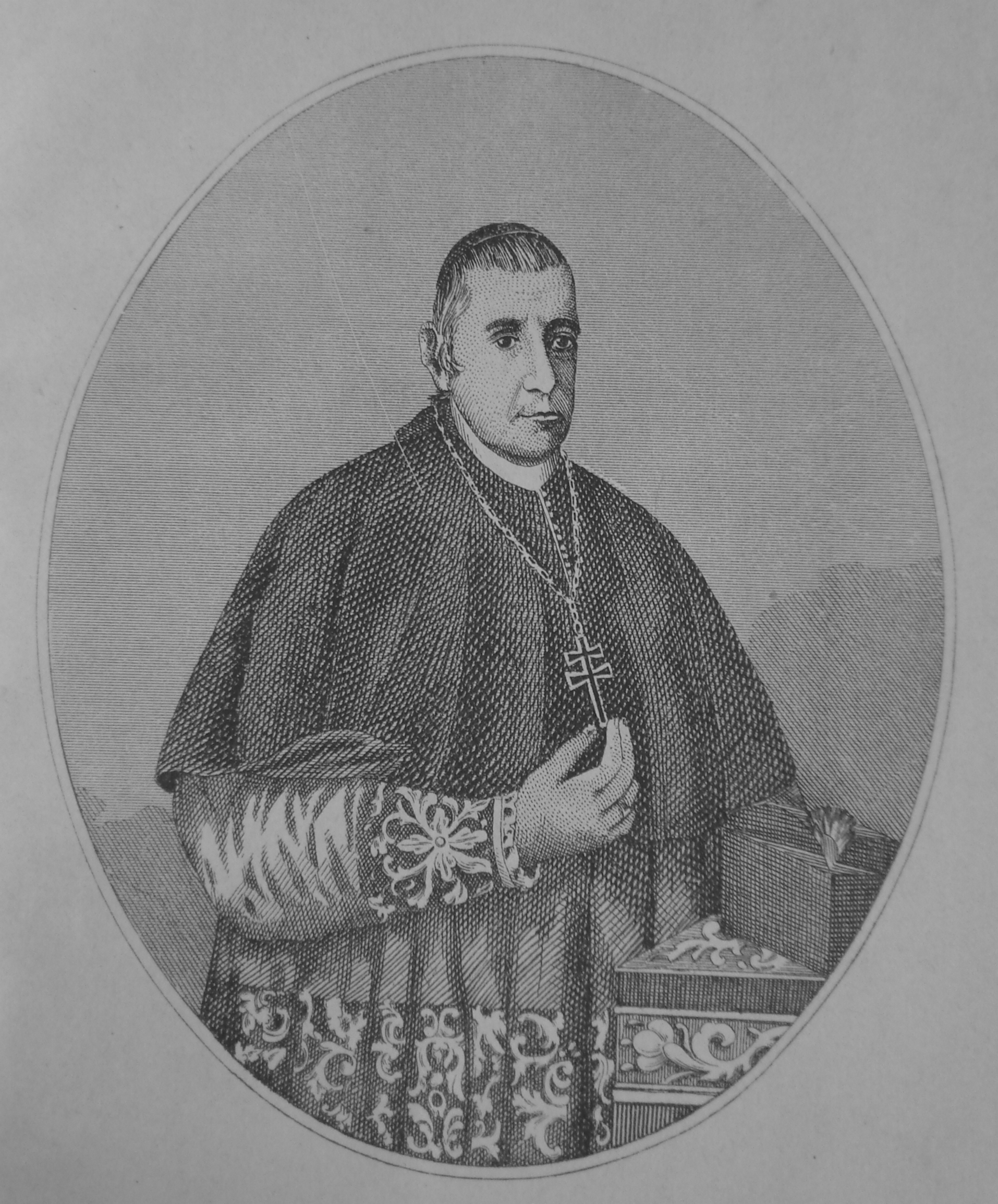
Dom Caetano Brandão

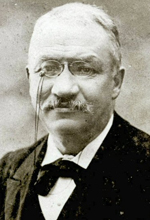
António Joaquim Ferreira da Silva

## Söhne und Töchter der Stadt
- Caetano da Anunciação Brandão (1740–1805), Bischof in Pará (Brasilien) und Erzbischof von Braga
- Manuel Correia de Bastos Pina (1830–1913), Bischof von Coimbra
- António Joaquim Ferreira da Silva (1853–1923), Chemiker
- Bento Carqueja (1860–1935), Autor, Publizist, Unternehmer, Hochschullehrer
- Albino dos Reis (1888–1983), Jurist und Politiker, Richter am obersten Gerichtshof und Innenminister im Estado-Novo-Regime
- Abel Pêra (1891–1975), brasilianischer Schauspieler
- José Maria Ferreira de Castro (1898–1974), Schriftsteller und Journalist
- Fernando Portal e Silva (* 1941), Chirurg
- Júlio Pinto (1949–2000), Humorist, Journalist und politischer Aktivist
- Carlos Costa (* 1949), Ökonom, Gouverneur der Zentralbank Banco de Portugal
- Mário Santiago de Carvalho (* 1958), Philosoph, Schriftsteller, Übersetzer, Publizist und Hochschullehrer
- Maria Gambina (* 1969), Modedesignerin
- Bruno Neves (1981–2008), Radrennfahrer
- Pedro Ribeiro (* 1981), internationaler Fußballschiedsrichter
- Ana Margarida Pinto (* 1983), Fadosängerin
- Vítor Rodrigues (* 1986), Radrennfahrer
- Sara Raquel Ferreira da Costa (* 1987), Schriftstellerin
- João Domingues (* 1993), Tennisspieler
- Cátia Azevedo (* 1994), olympische Leichtathletin
- Sérgio Silva (* 1994), Fußballspieler
- Ferro (* 1997), Fußballspieler
- Xadas (* 1997), Fußballspieler